# يوهانس دي راي
يوهانس دي راي (بالإنجليزية: Johannes de Raey)‏ (1622 - 1702) كان فيلسوفًا هولنديًا وديكارتيًا.